# 포도주잔

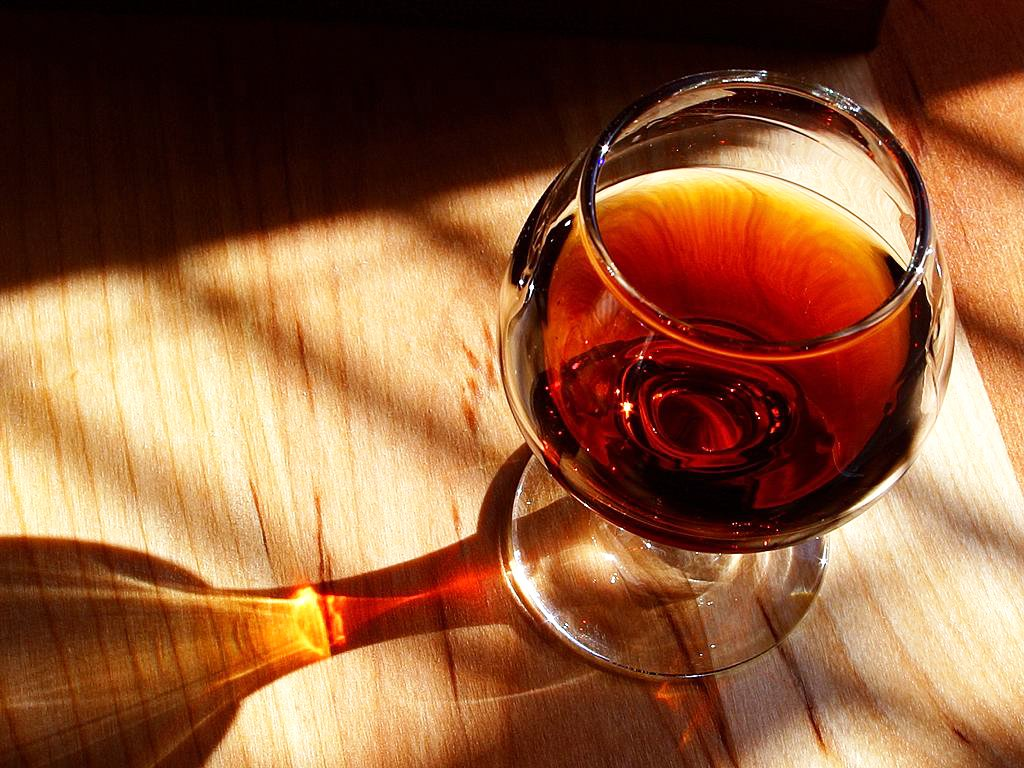
포도주잔의 모습.

포도주잔(葡萄酒 - , 영어: wine glass)은 포도주를 음미하기 위해 사용되는 전용잔이다. 일반적으로 포도주잔은 립(잔의 끝부분), 볼(담는 부분), 스템(대), 풋(받침)이라는 네 부분으로 구분할 수 있다. 특정 포도주에 따른 적절한 포도주잔의 선택은 중요하며, 이 것은 포도주의 시음에 영향을 미칠 수 있다.

## 특성
포도주를 마시기에 최상의 잔이기 위해서는 아래와 같은 조건들을 만족시켜야 한다.

### 투명/무색

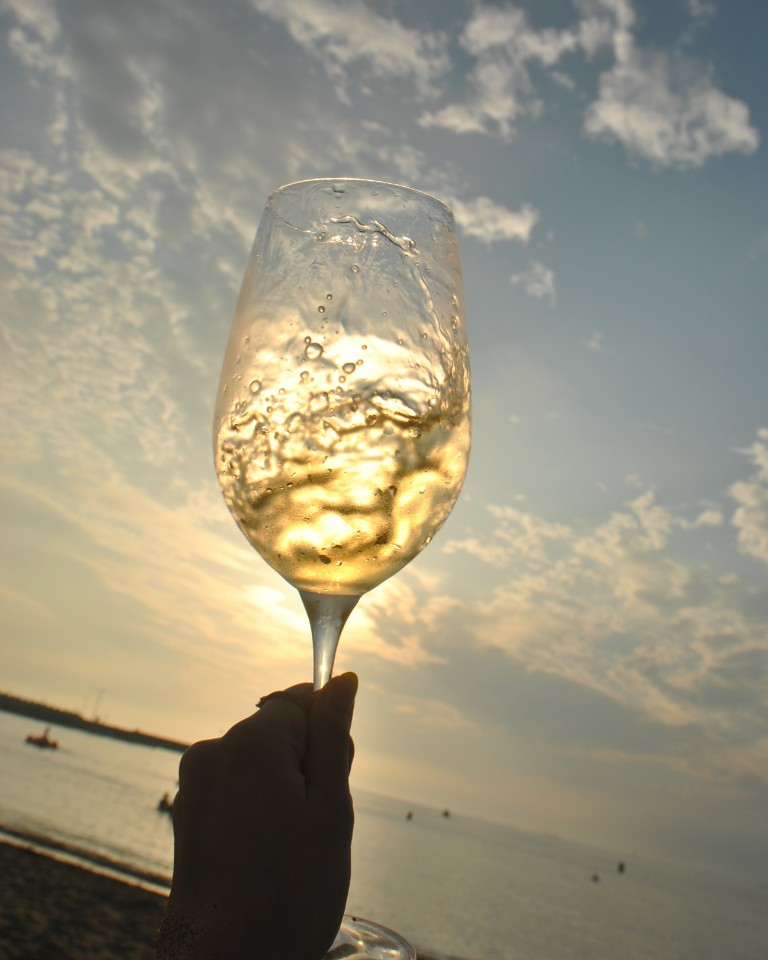
포도주잔의 투명한 특성

투명하여 포도주의 색과 기타 특성들을 잘 관찰할 수 있어야 한다. 18세기에 잔을 제조하는 사람들은 스템 부분에 회오리형의 무늬를 새기기도 했다. 그들이 이를 위해서 기체 방울들을 사용한 경우에는 이를 ‘air twist’라고 불렀으며, 실의 사용한 경우에는 ‘opaque twist’ 라고 명명했다.

### 두께
얇을수록 좋은 잔으로, 이는 입술과의 거리가 덜 느껴져 잔을 기울이는 그 순간 포도주를맛볼 수 있기 때문이다. 반대로 두꺼운 잔은 상대적으로 많이 기울어야 포도주가 입 속으로 들어온다. 기계로 얇게 만드는 것은 어렵기 때문에 보통 수제품으로, 하나씩 일일이 만드는 경우가 많다.

### 무게
가벼워야 한다. 특히 잔을 향기로 채우기 위해 스왈링(잔을 돌리는 행위)을 할 때 가벼운 잔이 훨씬 편리하다.

### 형태
잔은 한결같이 튤립 모양으로 변곡점이 아랫부분에 있다. 그 지점까지 따르면 되므로 이는 보통 잔 높이의 3부 정도에 해당한다. 나머지 7은 여백인데, 이 공간에서 향이 머무르게 되며 안으로 오므라진 잔의 끝은 향이 최대한 머물게 한다.

## 사용방법
포도주잔을 쥐는 적절한 방법에 무조건적으로 따라야 하는 규칙은 없다. 하지만 특히 칠링(냉각)된 포도주의 경우 스템을 잡는 것이 일반적인데, 이는 체온에 의해 포도주의 온도가 높아지는 것을 방지하기 위함이다.

## 재료
과거 고품질의 포도주잔의 경우 한 때 납 성분이 포함된 크리스탈로 만들어졌다. 이는 일반적인잔에 비해 높은 굴절률과 무거운 편이다. 하지만 이것은 납 섭취에 따른 건강 상의 문제를 일으킬 수 있어서 납이 포함되지 않은 크리스탈로 대체되었다. 일반적으로 포도주잔은 포도주의 색을 잘 구분할 수 있도록 무색에 투명한 특성을 가지고 있다.

## 포도주잔 별 형태
포도주잔의 모양이 포도주의 맛과 향을 느끼는데 영향을 미친다는 것은 아직까지 과학적으로 입증되지 않았으며, 여전히 논쟁의 소지가 있다. 하지만 많은 사람들은 잔의 형태가 포도주 마다 지니고 있는 고유한 아로마와 맛을 극대화하는데 중요하다고 믿는다. 그 중에서도 포도주 잔의 형태에 따라 포도주가 혀에 도달하는 위치가 달라서 포도 품종에 따른 맛을 극대화할 수 있다고 생각된다. 하지만 이것은 혀의 위치에 따라서 맛을 다르게 느낀다는 잘못된 지식에 의해 기인된 것이다.
일반적으로 포도주 잔의 가장자리(립)은 볼의 가장 넓은 부분보다 넓지 않다. 대부분의 포도주잔은 스템(대)을 가지고 있으며, 스템이 없는 잔도 존재하긴 하지만 여전히 종류와 크기가 제한적이다. 이렇게 스템이 없는 잔은 더 캐쥬얼한 상황에서 사용될 수 있는데, 이는 스템이 있는 일반적인 잔이 가지고 있는 여러 가지 문제점들을 상쇄할 수 있기 때문이다.
가장 대표적인 포도주잔은 적포도주잔, 백포도주잔, 발포성 포도주잔, 디저트 포도주잔 이렇게 4가지로 분류될 수 있다.

### 적포도주잔

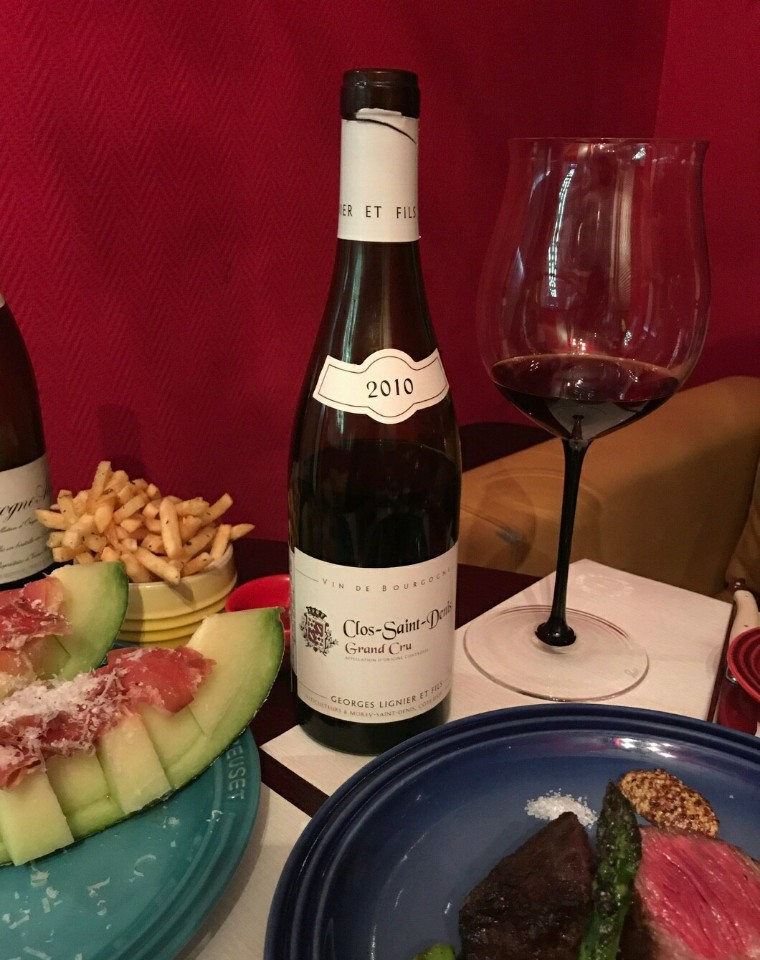
부르고뉴 적포도주잔

적포도주잔은 상대적으로 더 둥글고, 볼이 넓어서 포도주의 산화 속도가 더 빠르다. 공기 중에 있는 산소는 포도주와 화학적으로 반응하여 포도주의 맛과 향(아로마)를 변화시킨다. 이러한 산화 과정을 통해 적도포주의 맛이 더 부드러워지며, 복합적인 향이 지속적으로 바뀔 수 있다.
대표적인 적포도주잔에는 두 가지 종류가 있다.
- 보르도 잔 : 바디감이 높은 포도주에 적합하며 마실 경우 혀의 뒤 쪽에 포도주가 도달하게끔 디자인 되어 있음, 카베르네 소비뇽, 쉬라 등
- 부르고뉴 잔 : 보르도 잔보다 넓어 아로마를 더 담아낼 수 있고, 혀 끝에 포도주가 도달하게끔 디자인 되어 있음. 피노누아 같은 섬세한 품종에 적합

### 백포도주잔
백포도주잔의 크기와 형태는 매우 다양한데, 샴페인잔처럼 길쭉한 것부터 샤르도네에 적합한 넓은 잔도 있다. 다양한 형태의 잔은 각각 포도주의 고유한 특성을 부각하는데 적합한 형태로 고안되어 있다. 입에 닿는 부분(립)이 넓은 포도주잔의 경우 위에서 언급하였듯이 산화를 가속화하여 포도주를 빨리 변할 수 있게 한다. 산화되었을 때 더 음미하기에 좋은 백포도주의 대표적인 예로는 오크 숙성된 샤르도네가 있다. 상대적으로 가볍고 상쾌한 스타일의 백포도주의 경우 지나치게 산화될 경우 섬세한 뉘앙스를 잃게 된다. 따라서 이를 방지하기 위해 공기와 접촉하는 면적, 즉 잔의 립 부분의 직경을 줄여 산화를 더디게 한다.
또한 잔의 지름이 짧아서 혀에 떨어지는 폭이 상대적으로 좁다. 백포도주의 주된 맛은 신맛이라 혀가 덜 느끼도록 한 것이며, 표면적이 작아 상대적으로 열이 덜 빼앗기도록 고안되었다.
하지만 풍미를 더 깊게 느끼기 위해서 의도적으로 백포도주를 적포도주잔에 마시기도 한다.

### 발포성 포도주잔 (스파클링 포도주잔)

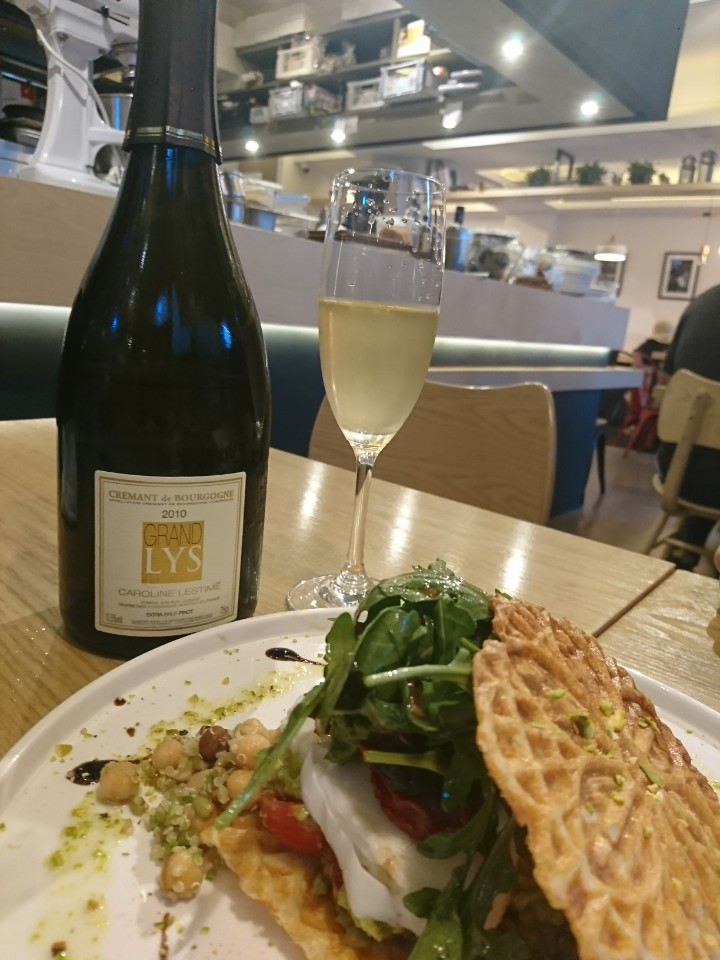
발포성 포도주잔은 길쭉하여 기포가 올라오는 것을 보기 좋다

샴페인이나 다스티 같은 발포성 포도주의 경우 탄산을 오랫동안 유지하기 위해 입구가 훨씬 좁다. 일반적으로 발포성 포도주잔의 경우 스템이 질고 볼이 좁다. 특히 발포성 포도주의 경우 온도를 차게 유지하는 것이 중요하기 때문에, 손의 열이 포도주로 전달되는 것을 방지하기 위해 일반적으로 스템을 잡고 시음을 하게 된다. 또한 포도주잔이 길쭉하여, 포도주 내의 기포들이 바닥에서부터 표면까지 이동하는 것을 관찰하기 쉽다. 이 기포를 보는 보는 재미를 위해 다른 잔보다는 많이 따르며, 주로 반 이상을 채운다. 그래야 좁은 바닥에서 태어난 방울이 드넓은 세상으로 날아오를 때까지 쭉 관찰할 수 있다. 축제나 파티에서 발포성 포도주가 애용되는데, 길쭉한 잔은 옆으로 퍼진 모양이 아니니 이럴 때에도 별 탈 없이 손으로 들고 갈 수 있다.

### 디저트 포도주잔
디저트 포도주잔은 셰리 포도주나, 포트 포도주, 주정강화 포도주 등 상대적으로 당도와 도수가 높은 포도주를 마시기에 적합한 잔이다. 이는 끝이 안으로 모아져 있고 다른 잔에 비해 안으로 구부러진 각도가 심하다. 때문에 혀 끝으로 포도주가 떨어지도록 설계되어, 상대적으로 단 맛을 잘 느낄 수 있다고 알려져 있다. 해당 포도주잔은 상대적으로 크기가 작다.

### 기타 : 보칼리노(Boccalino)
보칼리노란 스위스의 티치노라는 지역에서 사용되는 머그잔으로, 메를로 등 지역 포도주를 마실 때 사용되며 용량은 약 200ml이다.

## 시음용 포도주잔의 ISO 규격

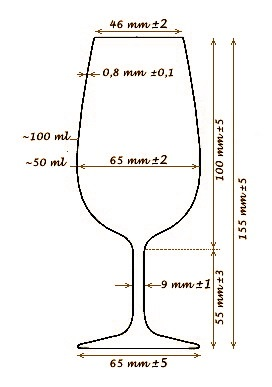
시음용 포도주잔의 모습.

국제표준화기구는 시음용 포도주 잔에 ISO 3591:1977 규격을 적용하였다. 이는 ISO/TC 34/SC 12에서 1977년 제정한 표준으로, ISO/TC 34/SC 12는 관능검사(Sensory Analysis)를 전담하는 소위원회이다. 대한민국에서는 2003년 8월, KS Q ISO 3591을 국가표준으로 제정하였다. (국내 명칭 : 포도주-시험용 글라스) 전통적인 포도주잔의 종류와 관능검사에 사용되는 시험용 포도주잔은 다르다.
잔의 높이 규격은 155mm에서 허용오차가 5mm이며, 용량은 215ml 10ml이다.

## 기타
대부분의 포도주잔은 스템(대)을 가지고 있으며, 최근에는 스템이 없는 잔도 출시되고 있다. (Stemless) 이렇게 스템이 없는 잔은 더 캐쥬얼한 상황에서 사용될 수 있는데, 이는 스템이 부러지기 쉽고 및 휴대성이 낮다는 단점을 보완한 것이다. 또한 최근 야외 활동 시 포도주를 음용하는 경우가 늘어남에 따라 플라스틱 재질의 잔 또한 제작되고 있다.

## 같이 보기
- 디캔터
- 포도주
- 포도주 시음
- 유리 하프